# Simon Gauthier
Pour les articles homonymes, voir Gauthier.
Simon Gauthier (né en 1973 à Sept-Îles et mort le 19 janvier 2022 à Saint-Élie-de-Caxton). Il « est conteur et lamiste (joueur de scie musicale). Simon est arrivé au conte comme on tombe amoureux, avec fougue et passion. Depuis maintenant vingt ans, il captive tous les publics par son imaginaire débridé, son énergie incandescente et sa sensibilité de poète ».

## Biographie
En 1998, après des études en animation et en recherche culturelle à l'Université du Québec à Montréal, Simon Gauthier commence sa carrière de conteur. « Un soir d’automne, alors qu’il était étudiant, des amis invitent Simon à un spectacle du conteur Michel Faubert… et c’est la révélation! Cette nouvelle passion pousse Simon à se lancer impétueusement dans l’aventure d’une première tournée qui l’amènera à conter de village en village, à la manière d’un troubadour, de Québec à Natashquan. »
En 2000, il fonde le festival de contes à Tadoussac Conteurs en rafale, dans lequel il assurera l'organisation jusqu'en 2004.
Dans sa carrière, il aura eu l'occasion de se produire sur plusieurs territoires de la francophonie, notamment au Québec, en France, en Belgique, en Suisse, aux Pays-Bas, au Burkina Faso, en Tunisie et au Maroc.
Au fil de sa carrière, de ses spectacles et de ses livres, Simon aura reçu quelques prix et mentions. En 2001, il est récipiendaire du titre d'ambassadeur de la Côte-Nord par Les Grands Prix du tourisme québécois. En 2002, il est nommé auteur Nord-Côtier de l'année au Salon du livre de la Côte-Nord.
En 2019, il présentait son spectacle « Le vagabond céleste ». « Dans un récit philosophique, émouvant et porteur d’avenir, ce poète raconte sa rencontre avec Pierrot, un libre rêveur qui décide un jour d’incarner son propre rêve : être un chasse-misère. Gauthier exprime ainsi l’abandon, l’abondance et le succès d’un homme qui avait tout pour être heureux et qui, un soir, rêve de tout changer. Il troque alors sa maison contre une paire de bottes et décide de marcher le Québec. Pierrot le vagabond enlumine la conscience des gens qu’il croise sur sa route. »
Il décède le 19 janvier 2022 entouré de ses proches, à Saint-Élie-de-Caxton, où il vivait depuis plusieurs années. Après sa mort, Bryan Perro lui rend hommage : « Je viens d’apprendre le décès d’un être humain fantastique. Avec Simon, j’ai regardé les baleines du fleuve sur la Côte-Nord, joué à la Maison symphonique avec Nagano et parlé des contes et légendes. Il a inspiré beaucoup de gens lors de ses ateliers à Culture Shawinigan… sa voix a résonné 3 étés de suite sur la vidéo architecturale de l’hôtel de ville de Shawinigan. Merci Simon d’avoir été l’homme si merveilleux que tu étais… je t’aimais beaucoup l’ami… je t’aime encore. »

## Œuvre

### Contes
- Source(s)(livre audio), Montréal, Planète rebelle, 2009, 50 p.  (ISBN 9782922528916)
- Le pirate et le gardien du phare, Paris, Éditions Didier jeunesse, 2013, 40 p.  (ISBN 9782278075065)

### Collectif
- Contes traditionnels du Québec (avec Jocelyn Bérubé et al.), Valence, Éditions Oui'Dire, 2015, n.p.  (ISBN 9782917333327)

## Prix et honneurs
- 2001 : Récipiendaire du titre d'ambassadeur de la Côte-Nord par Les Grands Prix du tourisme québécois[6].
- 2002 : Nommé auteur Nord-Côtier de l'année au Salon du livre de la Côte-Nord[6].